# Rudolph Ganz
Rudolph Ganz (ur. 24 lutego 1877 w Zurychu, zm. 2 sierpnia 1972 w Chicago) – amerykański pianista, dyrygent i kompozytor pochodzenia szwajcarskiego.

## Życiorys
Uczył się w konserwatorium w Zurychu u Friedricha Hegara (wiolonczela) i Roberta Freunda (fortepian). Pobierał też lekcje kompozycji w Lozannie u Charles’a Blancheta. Następnie doskonalił się w grze na fortepianie u Fritza Blumera w Strasburgu (1897–1898) i Ferruccio Busoniego w Berlinie (1899). Jako wiolonczelista debiutował w wieku 12 lat, jako pianista – mając lat 16. W 1899 roku wraz z orkiestrą Berliner Philharmoniker wykonał V koncert fortepianowy Es-dur Ludwiga van Beethovena i I koncert fortepianowy e-moll Fryderyka Chopina. W 1900 roku ponownie wystąpił z tą orkiestrą, dyrygując wykonaniem swojej I Symfonii op. 1. 
W 1901 roku wyjechał do Stanów Zjednoczonych, w latach 1901–1905 uczył gry na fortepianie w Chicago Musical College. W kolejnych latach odbył liczne podróże koncertowe po USA, Kanadzie i Europie, w trakcie których propagował dzieła muzyków współczesnych, m.in. Debussy’ego, Ravela i d’Indy’ego. Od 1921 do 1927 roku dyrygował St. Louis Symphony Orchestra. W latach 1938–1949 był dyrygentem Young People’s Concerts w Nowym Jorku. Od 1929 do 1954 roku pełnił również funkcję dyrektora Chicago Musical College. Doktor honoris causa DePaul University w Chicago i konserwatorium w Cincinnati. Otrzymał order oficerski Legii Honorowej.
Skomponował m.in. suitę dziecięcą Animal Pictures (wersja fortepianowa 1931, wersja na orkiestrę 1933), Koncert fortepianowy (1941), uwerturę Laughter – Yet Love, Overture to an Unwritten Comedy (1950), ponadto szereg utworów fortepianowych i pieśni. Opublikował pracę Rudolph Ganz Evaluates Modern Piano Music (Nowy Jork 1968). Jako dyrygent dokonał prawykonania wielu dzieł takich kompozytorów jak Aaron Copland, Ernst von Dohnányi, Béla Bartók czy Arthur Honegger. Swoje kompozycje dedykowali mu m.in. Maurice Ravel (Scarbo), Ferruccio Busoni (I Sonatina) i Charles Tomlinson Griffes (White Peacock).